# 鈴木猛大
鈴木 猛大 （すずき　たけひろ、1981年11月27日 - ）は、日本のプロダーツプレイヤー。
熊本県人吉市出身。179cm。O型。利腕：右。

## 来歴
2007年にダーツを始め、約1年7ヵ月後にSOFT DARTS JAPAN TOURNAMENT FINAL 2009で入賞し、DARTSLIVEプロとなる。2023年にプロダーツからの引退を発表。

## 使用バレル
- Big Bandy2(Green Room)
- Big Bandy3(Green Room)プロトタイプ
- Big Bandy3.5(Green Room)

## 主な戦績
- 2013年
  - JAPAN STAGE17愛媛　優勝[出典無効]
  - JAPAN STAGE15京都　準優勝
  - 台湾クラシックオープン2013 シングルス　優勝[リンク切れ]
  - JAPAN STAGE13北海道　優勝[出典無効]
  - JAPAN STAGE12広島　ベスト8
  - JAPAN STAGE11福島　3位タイ
  - JAPAN STAGE10北海道　ベスト16
  - DAN CUP 2nd ダブルス　準優勝[出典無効]
  - JAPAN STAGE9兵庫　3位タイ
  - JAPAN STAGE8東京　優勝[出典無効]
  - JAPAN STAGE7福岡　優勝[出典無効]
  - Free 3rd トップガン シングル　優勝
  - JAPAN STAGE2新潟　ベスト16
  - JAPAN STAGE1千葉　優勝[出典無効]

- 2012年
  - JAPAN2012年間ランキング4位
  - JAPAN STAGE18岡山 3位タイ
  - JAPAN STAGE17京都 ダブルス優勝
  - JAPAN STAGE16神奈川 ベスト8
  - JAPAN STAGE15熊本 準優勝
  - THE WORLD GRANDFINAL 優勝 ※日本人初の快挙
  - TAIWAN CLASSIC 3位タイ
  - JAPAN STAGE14兵庫 準優勝
  - JAPAN STAGE13千葉 ベスト16
  - JAPAN STAGE12広島 ベスト8
  - JAPAN STAGE10北海道 ベスト8
  - NDA長野 シングルス準優勝
  - NDA長野 ダブルス優勝
  - JAPAN STAGE4東京 ダブルス優勝
  - TDC仙台2nd.Stage 2ndDay　シングルス優勝
  - TDC仙台2nd.Stage 2ndDay　ダブルス準優勝
  - TDC仙台2nd.Stage 1stDay　シングルス優勝
  - TDC仙台2nd.Stage 1stDay　ダブルス第3位
  - JAPAN STAGE3愛知 シングルス・ダブルス優勝
  - JAPAN STAGE2新潟 3位タイ
  - JAPAN STAGE1宮城 ベスト8
  - JAPAN 選考会 ベスト16
  - DJO錦糸町 シングルス優勝
  - なげりんピック ダブルス準優勝

- 2011年
  - JET新潟 シングルス優勝
  - JET静岡 シングルス3位タイ
  - DJO大阪 ダブルス第3位
  - NDA長野大会 シングルス準優勝
  - PERFECT第7戦 横浜 3位タイ
  - JET横浜 シングルス・ダブルス優勝
  - PERFECT第6戦 広島 優勝
  - JET新潟 ダブルス準優勝
  - SDF仙台1st.stage シングルス準優勝
  - JET横浜 ダブルス優勝
  - JET静岡 ダブルス優勝
  - EPOCH CUP シングルス優勝
  - 日本ソフトダーツ選手権 準優勝
  - VERSUS シングルス優勝

- 2010年
  - PERFECT2010 年間ランキング第5位
  - DJO横浜 優勝
  - burn.2010 第3位
  - 日本ソフトダーツ選手権 準優勝
  - PERFECT新潟 優勝
  - JET 福井 シングルス優勝
  - ELEMENT シングルス優勝
  - SUPER DARTS2010 準優勝
  - SBAP Tournament シングルス優勝

- 2009年
  - 2009Revolution　優勝
  - DJO横浜 シングルス優勝
  - TDP Tournament シングルス優勝
  - フェニックス静岡 シングルス優勝
  - DJO恵比寿 シングルス優勝
  - SUPER DARTS2009 第3位
  - FLY シングルス優勝

- 2008年
  - 2008ELEMENT シングルス優勝
  - TDP Tournament シングルス優勝

- 2009年
  - DJO Tournament 2009 府中大会　Level MAX　優勝[リンク切れ]
  - DJO SRC in Ebisu シングルス 優勝[リンク切れ]
  - SOFT DARTS JAPAN TOURNAMENT FINAL 2009 第3位[リンク切れ]
  - T・D・P TOURNAMENT Premier Singles 優勝[リンク切れ]
  - SRC in Yokohama 優勝[リンク切れ]
  - Revolution2009 Grand Final グランドチャンピオン [リンク切れ]

## 参照
※DARTSLIVE PRO'09　鈴木猛大プロフィール

## 試合動画（外部リンク）
- ▼DARTSLIVE.TV[リンク切れ]より
  - 鈴木猛大 VS 松本嵐[リンク切れ] -2009.09.18-
- 鈴木猛大 VS No.7ソリッド⑭[リンク切れ] -2009.02.16-